# براين كيرك
براين كيرك (بالإنجليزية: Brian Kirk)‏ (ولد 1968) هو مُخرج أفلام وتلفزيون إيرلندي أخرج مؤخرًا حلقاتٍ من صراع العروش، الثروات وطفولة وأسرة تيودور. أيضًا قام بإخراج الفيلم التلفزيوني فتاي جاك الذي كان من بطولة ديفيد هيج وداينال رادكليف المبني على مسرحيّةٍ بنفس الاسم.

## المسيرة المهنية
اُختير براين كيرك لإخراج فيلم الإثارة Midnight Delivery لاستديوهات يونيفرسال بيكشرز، والذي سيتولّى جييرمو ديل تورو إنتاجه.

## الأعمال

### الإخراج
- Pulling Moves (5 حلقات، 2004)
  - الحلقة 1.01 "Claimitis"
  - الحلقة 1.02 "Meat Is Murder"
  - الحلقة 1.03 "The Quiz"
  - الحلقة 1.04 "Dog Eat Dog"
  - الحلقة 1.05 "Spousal Arousal"
- Murphy's Law (4 حلقات 2004–2005):
  - الحلقة 2.01 "Jack's Back"
  - الحلقة 2.02 "Bent Moon on the Rise"
  - الحلقة 3.01 "The Goodbye Look"
  - الحلقة 3.03 "Strongbox"
- Donovan (2005 TV series)
- Funland (2005 TV series)
  - الحلقة #1.08
  - الحلقة #1.09
  - الحلقة #1.10
  - الحلقة #1.11
- Middletown (2006 film)
- The Riches (حلقتان، 2007):
  - الحلقة 1.05 "The Big Floss"
  - الحلقة 1.07 "Virgin Territory"
- أسرة تيودور (2 حلقات؛ 2007):
  - الحلقة 1.05 "Arise, My Lord"
  - الحلقة 1.06 "True Love"
- طفولة (2006–2007)
  - الحلقة 1.10 "Vivekchaudamani: 51 (2006)
  - الحلقة 2.02 "Down in the Flood 3:5-6"
- فتاي جاك (2007 فيلم تلفزيوني)
- Father & Son (مسلسل قصير من 4 أجزاء؛ 2009)
- ديكستر (حلقة واحدة؛ 2009):
  - الحلقة 4.02 "Remains to Be Seen"
- لوثر (حلقتان؛ 2010):
  - الحلقة 1.01 "Episode 1"
  - الحلقة 1.02 "Episode 2"
- إمبراطورية برودوولك (حلقة واحدة؛ 2010):
  - الحلقة 1.08 "Hold Me in Paradise"
- صراع العروش (3 حلقات 2011):
  - الحلقة 1.03 	"لورد سنو"
  - الحلقة 1.04 	"مقعدون، ولقطاء، وأشياء محطمة"
  - الحلقة 1.05 	"الذئب والأسد"
- Great Expectations (جميع الحلقات الثلاث 2011)
- Luck (حلقة واحدة؛ 2012):
  - الحلقة 1.05 "Episode Five"

## وصلات خارجية
- براين كيرك على موقع IMDb (الإنجليزية)
- براين كيرك على موقع ألو سيني (الفرنسية)
- براين كيرك على موقع أول موفي (الإنجليزية)
- براين كيرك على موقع قاعدة بيانات الأفلام السويدية (السويدية)
- براين كيرك على موقع قاعدة بيانات الفيلم (الإنجليزية)
- براين كيرك على موقع كينوبويسك (الروسية)